# Oca (unidad de masa)
La oca (en turco otomano: اوقه) era una unidad de masa del Imperio otomano, que equivalía a 400 dírhams (drams otomanos). Su valor varió, pero fue estandarizado en el imperio tardío como 1.2829 kilogramos.
En Turquía, la unidad tradicional ahora se llama eski okka 'oca antigua' o kara okka 'oca negra'; el yeni okka 'nueva oca' es el kilogramo.
En Grecia, la oca (οκά, plural οκάδες) se estandarizó en 1.282 kilogramos y permaneció en uso hasta que las unidades tradicionales fueron abolidas el 31 de marzo de 1953; el sistema métrico había sido adoptado en 1876, pero las unidades más antiguas permanecían en uso. En Chipre, la oca permaneció en uso hasta la década de 1980.
En Egipto, la oca monetaria pesaba 1.23536 kilogramos. En Tripolitania, pesaba 1.2208 kilogramos, igual a 2½ artals.
La oca también se utilizó como una unidad de volumen. En Valaquia era de 1.283 litros de líquido y 1.537 l de grano (medida seca). En Grecia, una oca de aceite era de 1.280 kilogramos.